# Linsy Heister
Linsy Heister (née le 18 juin 1988) est une nageuse néerlandaise spécialiste des épreuves de nage en eau libre.
Licenciée au sein de la section aquatique du PSV Eindhoven, Linsy Heister commence sa carrière dans les bassins en se spécialisant dans les épreuves de fond de nage libre. Révélée tôt, elle obtient deux médailles de bronze sur 800 et 1 500 m nage libre lors des Championnats des Pays-Bas 2005, avant de décrocher son premier titre national l'année suivante sur la plus longue distance.
En 2008, elle ne remplit pas les critères requis pour participer aux Jeux olympiques d'été de 2008 où la nage en eau libre fait son apparition au sein du programme, à l'inverse de sa compatriote Edith van Dijk, multiple championne d'Europe et du monde mais qui ne brille pas à Pékin lors du 10 km olympique. Elle se signale toutefois sur le 25 km des Championnats du monde disputés à Séville qu'elle termine au pied du podium. En 2009, Linsy Heister est à l'honneur lors des Championnats du monde organisés à Rome mais ne monte pas sur un podium puisque sixième des 10 et 25 km. L'année suivante, durant l'été, elle confirme sa progression en remportant à Roberval au Canada le titre mondial du 25 km, performance renforcée quelques jours plus tard par l'obtention du titre européen sur 10 km, l'épreuve olympique, sur le lac Balaton en Hongrie. Passée à l'offensive à deux kilomètres de l'arrivée, la Néerlandaise enlève le sprint final à la tête d'un petit peloton dans lequel six femmes terminent en quatre secondes, l'Italienne Giorgia Consiglio décrochant la médaille d'argent, l'Allemande Angela Maurer le bronze.

## Palmarès
| Année | Compétition           | Ville             | Épreuve | Rang |
| ----- | --------------------- | ----------------- | ------- | ---- |
| 2010  | Championnats du monde | Roberval, Canada  | 25 km   | 1re  |
| 2010  | Championnats d'Europe | Budapest, Hongrie | 10 km   | 1re  |